# Cumulopuntia
Cumulopuntia F.Ritter è un genere di piante della famiglia delle Cactacee diffuso in Sud America.

## Tassonomia
Il genere comprende le seguenti specie:
- Cumulopuntia boliviana (Salm-Dyck) F.Ritter
- Cumulopuntia chichensis (Cárdenas) E.F.Anderson
- Cumulopuntia corotilla (K.Schum. ex Vaupel) E.F.Anderson
- Cumulopuntia glomerata (Pfeiff.) Hoxey
- Cumulopuntia ignota (Britton & Rose) F.Ritter ex D.R.Hunt
- Cumulopuntia iturbicola G.J.Charles
- Cumulopuntia leucophaea (Phil.) Hoxey
- Cumulopuntia rossiana (Heinrich & Backeb.) F.Ritter
- Cumulopuntia sphaerica (C.F.Först.) E.F.Anderson
- Cumulopuntia subterranea (R.E.Fr.) F.Ritter
- Cumulopuntia zehnderi (Rauh & Backeb.) F.Ritter